# カルステロン
カルステロン(Calusterone)または7β,17α-ジメチルテストステロンは、アナボリックステロイドの1つである。ボラステロン(7α-異性体)に似た構造を持つ17α-アルキル化ステロイドである。